# Donamaria
Donamaria ist eine spanische Gemeinde (municipio) in der Comunidad Foral de Navarra mit 452 Einwohnern (Stand: 2024). Neben dem Hauptort Donamaria gehören die Ortschaften Gaztelu sowie die Weiler Azkarraga, Artze und Igurin zur Gemeinde. 

## Lage
Donamaria liegt etwa 33 Kilometer nördlich von Pamplona (Iruna) in einer Höhe von ca. 175 m. 

## Sehenswürdigkeiten
- Turmhaus
- Kirche Mariä Himmelfahrt in Donamaria (Iglesia de Nuestra Señora de la Asunción)
- Dominikuskirche in Gaztelu (Iglesia de Santo Domingo)
- Karmelitenkonvent

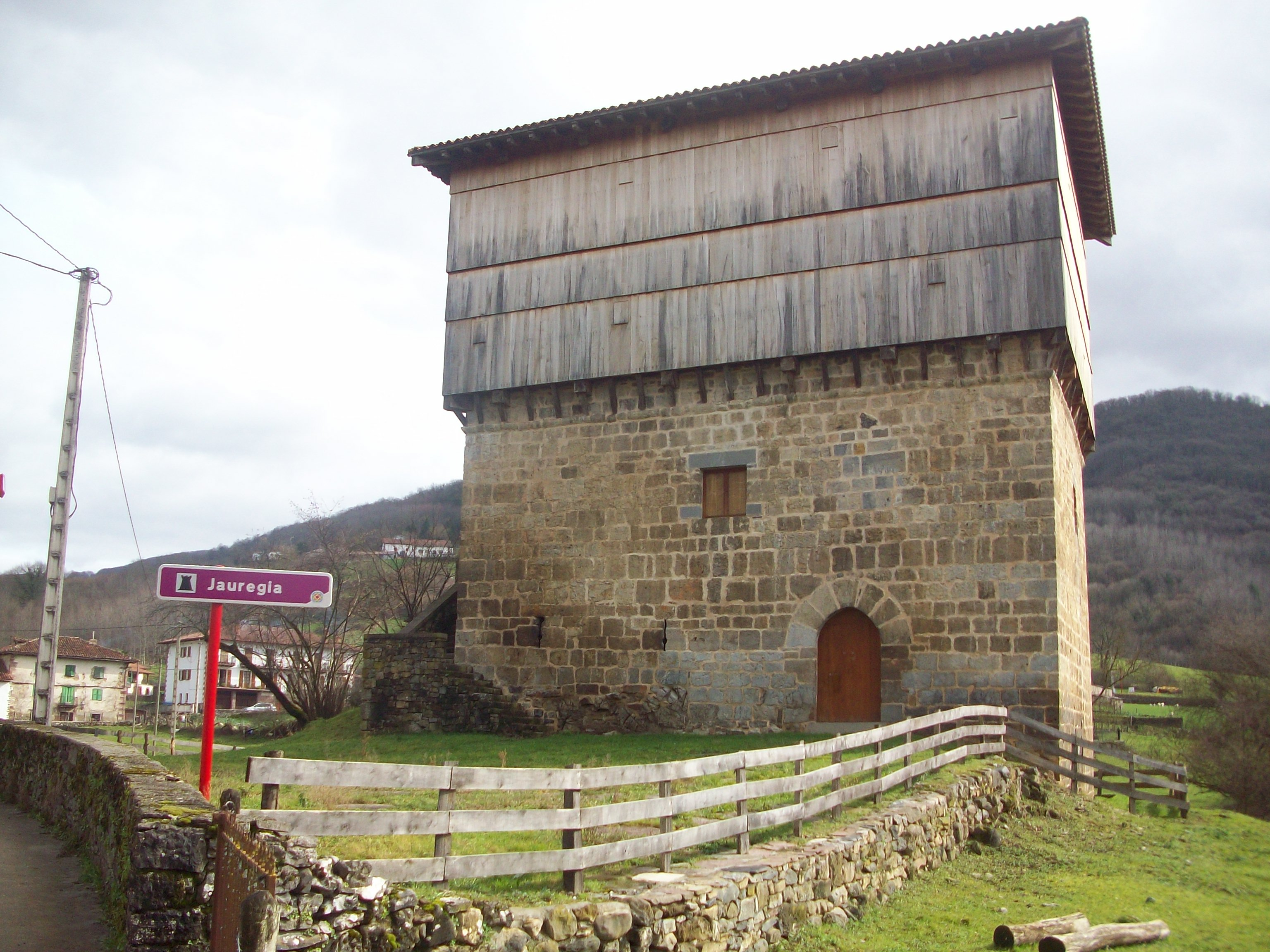
Turmhaus
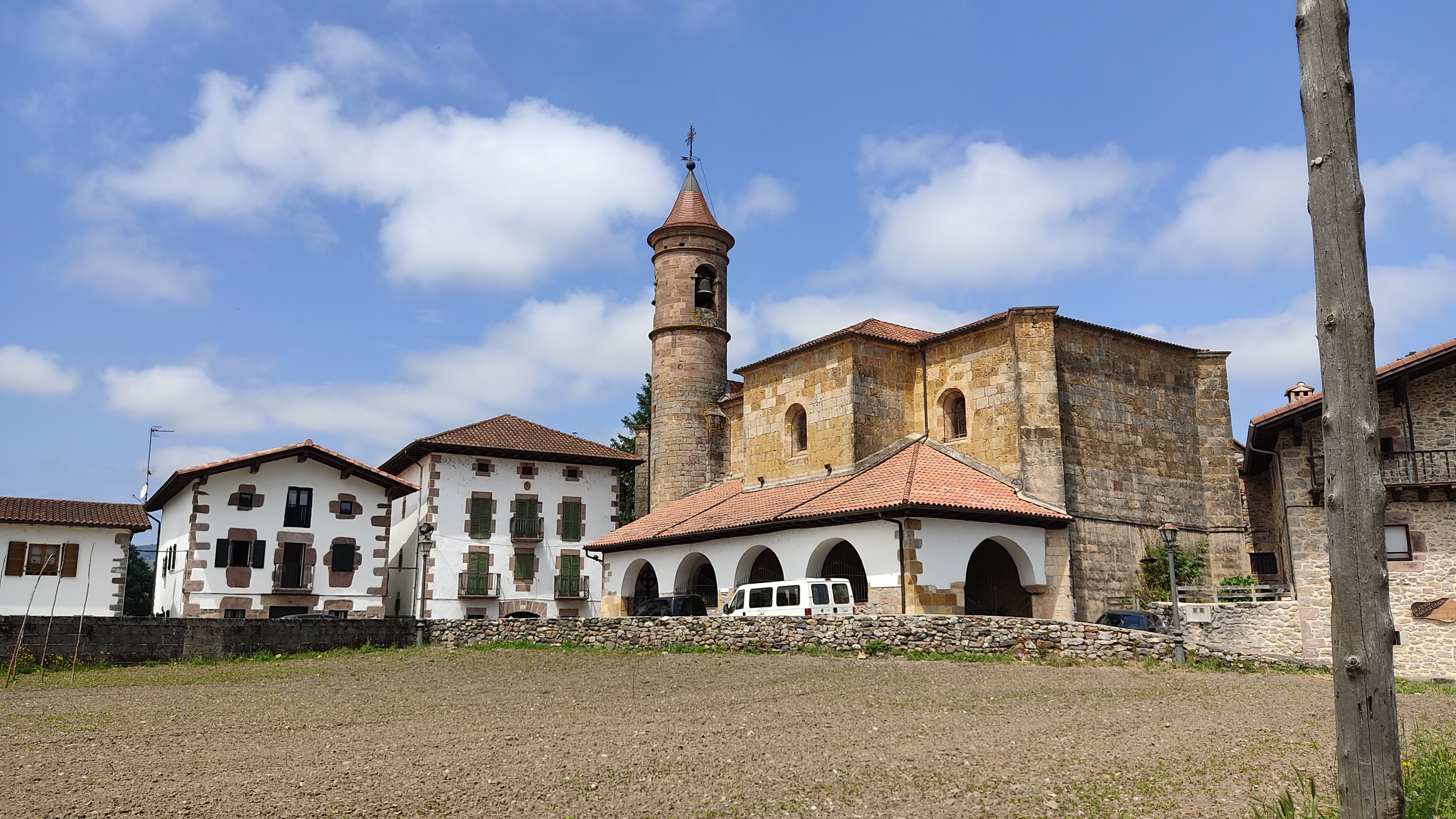
Kirche Maria Himmelfahrt